# Flame (Internet)

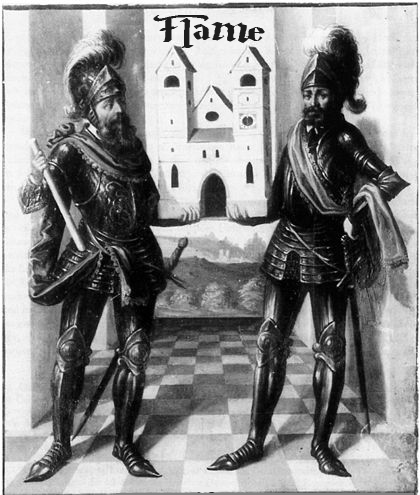
Un'interpretazione del flame

Nel gergo delle comunità virtuali di Internet come newsgroup, forum, blog, chat o mailing list, un flame (dall'inglese per "fiamma") è un messaggio deliberatamente ostile e opprimente, inviato da un utente della comunità verso un altro individuo specifico; flaming è l'atto di inviare tali messaggi, flamer chi li invia, e flame war ("guerra di fiamme") è lo scambio di insulti che spesso ne consegue, paragonabile a una "rissa virtuale".
Il flaming è contrario alla netiquette, ed è uno degli strumenti utilizzati dai troll per attirare l'attenzione su di sé e disturbare l'interazione del gruppo.
Come gran parte del gergo di Internet, il termine "flame" si diffuse inizialmente nella comunità di Usenet (e ancora prima probabilmente venne usato nelle reti WWIVnet e FidoNet). Il termine sembra essere stato inizialmente mediato dal mondo dei fumetti Marvel. Flame On è infatti l'urlo di battaglia della Torcia Umana dei Fantastici Quattro quando si incendia. Un flame può avere elementi di un messaggio normale, ma si distingue per il suo intento: non è generalmente concepito per essere costruttivo, o per chiarire meglio una discussione, o persuadere le altre persone, ma solo per provocare la loro reazione.

## Origini psicologiche del flaming
Il flaming è l'espressione di uno stato di aggressività mentre si interagisce con altri utenti di internet. La rete aumenta la possibilità di fraintendimenti nella comunicazione tra le persone rispetto alle situazioni faccia a faccia, ma incrementa enormemente anche la possibilità di inserirsi in nuove situazioni ed ambienti, in cui ogni utente tende a ritagliarsi un proprio spazio.
Frequentando una chat o un forum, nel tempo l'attaccamento dell'utente al proprio spazio diviene sempre maggiore; spesso l'utente cerca di intensificare la propria presenza nell'ambiente, postando più messaggi (in un forum) o chattando per ore (in una chat room).
Ne consegue che per alcuni individui il fatto stesso di trovarsi in quel luogo diventa un vero e proprio bisogno. Quando un altro utente o una situazione particolare mette in discussione lo status acquisito dall'utente, questo si sente minacciato personalmente, la reazione è aggressiva, e a seconda dei casi l'utente decide di abbandonare lo spazio definitivamente (qualora abbia uno spazio alternativo dove poter andare), oppure attua il flaming (qualora ritenga necessario rimanere nel "suo territorio" dove si è faticosamente creato uno status).

### Gli studi di Sociologia dei gruppi e di Psicologia dei gruppi
I rapporti e le dinamiche che si creano all'interno dei gruppi sono studiate dalla sociologia dei gruppi e dalla psicologia dei gruppi già da alcuni decenni.
Il fenomeno delle flame war o i comportamenti dei flamer sono spesso una nuova applicazione (un nuovo adattamento) delle dinamiche dei gruppi già conosciute in un ambiente relativamente recente (Internet).
Gli psicologi e i sociologi dei gruppi stanno ancora studiando le somiglianze e le differenze che restano o che si creano nel cortocircuito tra quanto è loro già noto sui gruppi e quanto invece ignorano sulle comunicazioni mediate del tipo di quelle che si creano in chat o nei forum.
Importanti scoperte fatte nell'ambito delle scienze sociali che studiano i gruppi possono permettere di capire meglio anche il fenomeno della flame war. Le tematiche principali sono:
- i rapporti tra i membri del gruppo, e quindi l'inclusione e l'esclusione dal gruppo, che in questo caso è legato a un luogo virtuale,
- i ruoli all'interno dei gruppi,[2]
- l'identificazione con il gruppo; bisogna tener presente che in chat e nei forum, a differenza di quanto accade in altri gruppi, è possibile e anche molto facile crearsi un'identità virtuale molto diversa da quella reale. La differenza tra queste identità rende ancora più complessa la valutazione delle dinamiche psicologiche nei gruppi, che dipendono quindi dalle identità multiple e dai fake con le loro aspettative, i loro ruoli e tutto ciò che ne consegue.
- l'interazione tra gruppi o nel gruppo, in cui possono crearsi piccole lobby di potere simbolico, e il gioco alla guerra riguarda anche questo, permettendo di ridefinire i ruoli e il potere nel gruppo, attraverso la creazione di situazioni manichee (in cui si impone di essere o a favore o contro) per portare dalla propria parte il consenso di alcuni membri del gruppo, o per definire i propri nemici, che sono un vero bisogno simbolico
- la presenza di bias valutativi, ossia di distorsioni nella capacità di valutazione delle situazioni, dovuti a varie cause (culturali, sociali o psicologiche),
- il framing, ossia un processo inevitabile di influenza selettiva sulla percezione dei significati che un individuo attribuisce a parole o frasi,
- i pregiudizi veri e propri, positivi o negativi che siano, anch'essi fonti di numerosi studi,
- gli schemi comportamentali,
- e come si formano i processi decisionali, talvolta influenzati dal tempo a disposizione[3] e le euristiche connesse.[4]

### Gli studi di Sociologia dei nuovi media e di Psicologia dei nuovi media
Ma la Psicologia e la Sociologia affrontano la comunicazione su Internet anche tramite le branche della psicologia dei nuovi media e della sociologia dei nuovi media.
In questi ambiti disciplinari l'attenzione viene posta più sulle specificità di Internet, e quindi sulle sue differenze rispetto ai media tradizionali, prendendo in considerazione solo in un secondo momento l'aspetto di gruppo.
Sia l'approccio basato sui gruppi che quello legato al medium di comunicazione si avvicinano agli stessi problemi. Uno di questi è senz'altro il flaming.

### Gli studi specifici sui nuovi media

#### Un esempio: lo studio sul tono delle mail
Secondo lo studio che ha pubblicato Nicholas Epley, psicologo dell'Università di Chicago sul Journal of Personality and Social Psychology, capiamo perfettamente il tono di una mail solo nel 50% dei casi, anche se ci aspettiamo che ciò accada molto più spesso. Lo studio, effettuato su 60 studenti universitari disposti a coppie, rivelava che ognuno interpretava il tono della mail in base al proprio umore del momento. Per Epley ciò dipende da una forma di egoismo e di incapacità di scindere il proprio umore dalle percezioni circostanti.
Come indica questo studio, nelle mail ciò provoca fraintendimenti, e può dar vita a situazioni di conflitto.
A maggior ragione, in una situazione di chat o forum, dove alla mediazione dell'interazione si aggiunge la velocità con cui interagiamo, i fraintendimenti sono ancora più probabili.